# Marlena Zagoni
Marlena Zagoni (nacida como Marlena Predescu, Lucieni; 22 de enero de 1951-31 de julio de 2025) fue una deportista rumana que compitió en remo.

## Carrera deportiva
Participó en dos Juegos Olímpicos de Verano en los años 1976 y 1980, obteniendo una medalla de bronce en Moscú 1980 en la prueba de ocho con timonel. Ganó dos medallas de bronce en el Campeonato Mundial de Remo, en los años 1974 y 1975.

## Palmarés internacional
| Juegos Olímpicos   | Juegos Olímpicos         | Juegos Olímpicos  | Juegos Olímpicos   |
| Año                | Lugar                    | Medalla           | Prueba             |
| ------------------ | ------------------------ | ----------------- | ------------------ |
| 1980               | Moscú (URSS)             | Medalla de bronce | Ocho con timonel   |
| Campeonato Mundial |                          |                   |                    |
| Año                | Lugar                    | Medalla           | Prueba             |
| 1974               | Lucerna (Suiza)          | Medalla de bronce | Cuatro con timonel |
| 1975               | Nottingham (Reino Unido) | Medalla de bronce | Dos sin timonel    |